# Konrad KM-011
Der Konrad KM-011 war ein von Konrad Motorsport für die Sportwagen-Weltmeisterschaft 1991 entwickelter Prototyp, von dem lediglich ein Exemplar gebaut wurde.

## Entwicklung
Nachdem die FIA beschlossen hatte, ab der Saison 1992 nur noch 3,5-Liter-Saugmotoren in der Sportwagen-WM zuzulassen und der altbewährte Porsche 962C mit Turbo-Motor somit nicht mehr dem Reglement entsprach, mussten sich viele Teams nach einer Alternative umsehen. Konrad Motorsport entschied sich für eine Eigenkonstruktion und gewann Lamborghini als Motorenlieferant. Nachdem die Italiener 1986 vergeblich versucht hatten sich mit dem Countach QVX in der Gruppe-C2 zu etablieren, sahen sie jetzt eine gute Chance für eine Rückkehr in die Sportwagen-WM. Denn aufgrund des neuen Motoren-Reglements konnte der Lamborghini 3512 3.5L V12 eingesetzt werden, der in der Formel 1 von Ligier und Modena Team verwendet wurden.

## Renneinsätze
Fertiggestellt wurde der KM-011 zum fünften Rennen der Sportwagen-Weltmeisterschaft 1991 auf dem Nürburgring. Dort wurde er im Qualifying erstmals erprobt, allerdings fuhr das Team noch keine gezeiteten Runden. Für das Rennen qualifizierte sich das Duo Franz Konrad und Stefan Johansson noch ein letztes Mal mit dem Porsche 962C, der seit Saisonbeginn eingesetzt worden war.
Gefragt nach seinen ersten Eindrücken antwortete Teamchef und Fahrer Franz Konrad:

„Der Lamborghini-12-Zylinder ist natürlich ein fantastischer Motor. Und das ganze Handling ist eben einem Formel-Auto ähnlich, fährt sich bald wie ein Go-Kart, ist also eigentlich überhaupt kein Vergleich zum Porsche (Anm.: Porsche 962C). Man muss sich erst mal dran gewöhnen, man fährt die erste Runde sogar ein bisschen im Zickzack. Ich muss sagen der erste Eindruck war sehr gut, ich fühl mich riesig wohl in dem Auto.“

Bei den drei letzten Rennen der Saison trat Konrad Motorsport nur noch mit dem KM-011 an. Jedoch plagten den Wagen große Zuverlässigkeitsprobleme und so kamen Konrad/Johansson meist nur wenige Runden weit.
Zwischen den Rennen in Mexiko und Autopolis flog Konrad Motorsport den KM-011 zurück nach Europa, wo Franz Konrad am letzten Rennen der Interserie-Saison in Zeltweg teilnahm. Das erste Rennen schloss er als Siebter ab, im zweiten Rennen sah er nicht die Zielflagge. Damit belegte er in der Addition beider Läufe den 16. Platz, der ihm keine Punkte einbrachte.
Für 1992 schrieb sich Konrad Motorsport zwar für die Sportwagen-WM ein, trat jedoch nie an. Als Fahrer vorgesehen waren Franz Konrad und Bob Wollek.
Der Start beim zweiten Rennen zur Interserie auf dem Nürburgring war der einzige Start des Konrad KM-011 1992. Dort fuhr nur Franz Konrad, der im ersten Lauf den dritten und im zweiten Lauf den vierten Platz belegte, und somit elf Meisterschaftspunkte sammelte. Dadurch schloss er die Fahrermeisterschaft als 14. und die Teamwertung auf Rang 17 ab.

## Resultate
SWC 1991:
- 6. Lauf: Magny-Cours – Ausfall (Anlasser defekt)
- 7. Lauf: Mexico – Ausfall (Getriebe)
- 8. Lauf: Autopolis – Ausfall (Aufhängungsschaden)

Interserie 1991:
- 7. Lauf: Zeltweg – 16. Platz
  - 1. Rennen: 7. Platz
  - 2. Rennen: Ausfall

Interserie 1992:
- 2. Lauf: Nürburgring – 4. Platz
  - 1. Rennen: 3. Platz
  - 2. Rennen: 4. Platz